# Shyamala Gopalan
Shyamala Gopalan, également appelée Shyamala Harris (de par son mariage avec Donald J. Harris), née le 7 avril 1938 à Madras en Inde (Tamil Nadu) et morte le 11 février 2009 à Oakland aux États-Unis (Californie), est une biologiste, médecin, oncologue, spécialiste dans le domaine de la maladie du cancer du sein et militante des droits civiques indo-américaine. Originaire du Tamil Nadu, en Inde, elle s'installe aux États-Unis en 1960 pour faire un doctorat d'endocrinologie à l'université de Californie à Berkeley. 
Elle est la mère de Kamala Harris, 49e vice-présidente des États-Unis depuis 2021, première femme et première personne afro-américaine et asio-américaine (indo-américaine) à occuper cette fonction.

## Biographie
Shyamala Gopalan est la fille d'un haut fonctionnaire de Madras, née dans une famille de brahmanes tamouls (de la communauté des Iyers) originaire de deux villages ancestraux autour de Mannargudi, dans la région de Tanjore,. Dans son enfance, elle suit son père dans ses nombreuses missions professionnelles en Inde, surtout à New Delhi, où elle passe une part importante de sa jeunesse. Formée jeune au chant carnatique (un des deux courants de la musique classique indienne), elle gagne dans son adolescence une médaille d'or lors d'un concours présidentiel, et aurait donnée des performances sur All India Radio,,. Elle étudie à l'université de New Delhi puis est admise à Berkeley. En 1962, au siège de l’association des étudiants afro-américains, Shyamala Gopalan rencontre Donald J. Harris, venu faire une intervention au sujet des inégalités économiques. Ils se marient en 1963 puis divorcent en 1971. Ils ont deux filles : Kamala, née en 1964 et Maya, née en 1967.
À l'âge de 25 ans, Shyamala Gopalan obtient un doctorat en endocrinologie. En 1976, elle est embauchée par l'université McGill (Canada), revenant en Californie une décennie plus tard. Au Lawrence Berkeley National Laboratory, elle fait des recherches sur le rôle des récepteurs hormonaux dans le développement du cancer du sein.
Elle meurt en 2009, atteinte d'une tumeur au côlon.